# Orthosia hirsuta
Orthosia hirsuta là một loài bướm đêm trong họ Noctuidae.